# Prix Bram-Stoker du meilleur roman
Les prix Bram-Stoker sont attribués chaque année pour les œuvres publiées pendant l'année calendaire précédente.
La catégorie du meilleur roman récompense des romans de fantasy ou d'horreur.
Les gagnants sont cités en premier, suivis par les autres œuvres nommées.

## Palmarès

### Années 1980

#### 1987
Misery (Misery) par Stephen King et Swan Song (Swan Song) par Robert McCammon
- Ash Wednesday par Chet Williamson
- Extase sanglante (Live Girls) par Ray Garton
- Unassigned Territory par Kem Nunn

#### 1988
Le Silence des agneaux (The Silence of the Lambs) par Thomas Harris
- Black Wind par F. Paul Wilson
- Le Drive-in (The Drive-In) par Joe R. Lansdale
- Flesh par Richard Laymon
- La Reine des damnés (The Queen of the Damned) par Anne Rice
- Scorpion (Stinger) par Robert R. McCammon

#### 1989
L'Échiquier du mal (Carrion Comfort) par Dan Simmons
- Un amour de monstres (Geek Love) par Katherine Dunn
- In a Dark Dream par Charles L. Grant
- Midnight (Midnight) par Dean Koontz
- L'Heure du loup (The Wolf's Hour) par Robert R. McCammon

### Années 1990
| Sommaire : | - Haut - 1990 - 1991 - 1992 - 1993 - 1994 - 1995 - 1996 - 1997 - 1998 - 1999 |

#### 1990
Mary Terreur (Mine) par Robert McCammon
- Funland par Richard Laymon
- Reign par Chet Williamson
- Savage Season par Joe R. Lansdale

#### 1991
Le Mystère du lac (Boy's Life) par Robert McCammon
- Terres perdues (The Dark Tower III: The Waste Lands) par Stephen King
- Le Caducée maléfique (The M.D.) par Thomas M. Disch
- Bazaar (Needful Things) par Stephen King
- Nuit d'été (Summer of Night) par Dan Simmons

#### 1992
Le Sang de l'agneau (Blood of the Lamb) par Thomas F. Monteleone
- Les Fils des ténèbres (Children of the Night) par Dan Simmons
- Deathgrip par Brian Hodge
- La Cache du diable (Hideaway) par Dean Koontz
- Homecoming par Matthew Costello

#### 1993
La Gorge (The Throat) par Peter Straub
- Anno Dracula (Anno Dracula) par Kim Newman
- Blackburn par Bradley Denton
- Sang d'encre (Drawing Blood) par Poppy Z. Brite
- The Summoning par Bentley Little

#### 1994
L'Appel des profondeurs (Dead in the Water) par Nancy Holder
- L'Aliéniste (The Alienist) par Caleb Carr
- The Butcher Boy par Patrick McCabe
- From the Teeth of Angels par Jonathan Carroll
- Insomnie (Insomnia) par Stephen King

#### 1995
Zombie par Joyce Carol Oates
- Bone Music par Alan Rodgers
- Deadrush par Yvonne Navarro
- Widow par Billie Sue Mosiman

#### 1996
La Ligne verte (The Green Mile) par Stephen King
- Crota par Owl Goingback
- Le Corps exquis (Exquisite Corpse) par Poppy Z. Brite
- Le Club de l'enfer (The Hellfire Club) par Peter Straub

#### 1997
Children of the Dusk par Janet Berliner et George Guthridge
- The Church of Dead Girls par Stephen Dobyns
- Earthquake Weather par Tim Powers
- My Soul to Keep par Tananarive Due

#### 1998
Sac d'os (Bag of Bones) par Stephen King
- Darker Angels par S. P. Somtow
- Ne crains rien (Fear Nothing) par Dean Koontz
- Cœur de brume (Fog Heart) par Thomas Tessier

#### 1999
Mr. X (Mr. X) par Peter Straub
- Darker Than Night par Owl Goingback
- Hannibal (Hannibal) par Thomas Harris
- Hexes par Tom Piccirilli
- Crapules de bas étage en manteau jaune (Low Men in Yellow Coats) par Stephen King

### Années 2000
| Sommaire : | - Haut - 2000 - 2001 - 2002 - 2003 - 2004 - 2005 - 2006 - 2007 - 2008 - 2009 |

#### 2000
The Traveling Vampire Show par Richard Laymon
- The Deceased par Tom Piccirilli
- The Indifference of Heaven par Gary A. Braunbeck
- The Licking Valley Coon Hunters Club par Brian A. Hopkins
- Silent Children par Ramsey Campbell

#### 2001
American Gods (American Gods) par Neil Gaiman
- Territoires (Black House) par Stephen King et Peter Straub
- De la poussière à la chair (From the Dust Returned) par Ray Bradbury
- The Lost par Jack Ketchum

#### 2002
The Night Class par Tom Piccirilli
- Roadmaster (From a Buick 8) par Stephen King
- The Hour Before Dark par Douglas Clegg
- La Nostalgie de l'ange (The Lovely Bones) par Alice Sebold
- Berceuse (Lullaby) par Chuck Palahniuk

#### 2003
Les Enfants perdus (Lost Boy Lost Girl) par Peter Straub
- Un chœur d'enfants maudits (A Choir of Ill Children) par Tom Piccirilli
- Les Loups de la Calla (The Dark Tower V: Wolves of the Calla) par Stephen King
- Le Pays des ténèbres (The Night Country) par Stewart O'Nan
- Serenity Falls par James A. Moore

#### 2004
Le Cabinet noir (In the Night Room) par Peter Straub
- La Tour sombre (The Dark Tower VII: The Dark Tower) par Stephen King
- Deep in the Darkness par Michael Laimo
- The Wind Caller par P. D. Cacek

#### 2005
Accès interdit (Creepers) par David Morrell et Dread in the Beast par Charlee Jacob (ex æquo)
- Keepers par Gary A. Braunbeck
- November Mourns par Tom Piccirilli

#### 2006
Histoire de Lisey (Lisey's Story) par Stephen King
- Ghost Road Blues par Jonathan Maberry
- Headstone City par Tom Piccirilli
- Pressure par Jeff Strand
- Mais c'est à toi que je pense (Prodigal Blues) par Gary A. Braunbeck

#### 2007
The Missing par Sarah Langan
- The Guardener's Tale par Bruce Boston
- Le Costume du mort (Heart-Shaped Box) par Joe Hill
- Terreur (The Terror) par Dan Simmons
- The Witch's Trinity par Erika Mailman

#### 2008
Duma Key (Duma Key) par Stephen King
- Coffin County par Gary A. Braunbeck
- Johnny Gruesome par Gregory Lamberson
- The Reach par Nate Kenyon

#### 2009
Audrey's Door par Sarah Langan
- Cursed par Jeremy Shipp
- Patient Zéro (Patient Zero) par Jonathan Maberry
- Quarantined par Joe McKinney

### Années 2010
| Sommaire : | - Haut - 2010 - 2011 - 2012 - 2013 - 2014 - 2015 - 2016 - 2017 - 2018 - 2019 |

#### 2010
Messe noire (A Dark Matter) par Peter Straub
- Apocalypse of the Dead par Joe McKinney
- Dead Love par Linda Watanabe McFerrin
- Dweller par Jeff Strand
- Cornes (Horns) par Joe Hill
- Apocalypse zombie (Rot & Ruin) par Jonathan Maberry

#### 2011
Flesh Eaters par Joe McKinney
- Cosmic Forces par Gregory Lamberson
- Floating Staircase par Ronald Malfi
- The German par Lee Thomas
- A Matrix of Angels par Christopher Conlon
- Not Fade Away par Gene O'Neill

#### 2012
La Fille qui se noie (The Drowning Girl) par Caitlín R. Kiernan
- Bottled Abyss par Benjamin Kane Ethridge
- The Haunted par Bentley Little
- Inheritance par Joe McKinney
- NightWhere par John Everson

#### 2013
Docteur Sleep (Doctor Sleep) par Stephen King
- Nosfera2 (NOS4A2) par Joe Hill
- Malediction par Lisa Morton
- A Necessary End par Sarah Pinborough et F. Paul Wilson
- The Heavens Rise par Christopher Rice

#### 2014
Blood Kin par Steve Rasnic Tem
- Suffer the Children par Craig DiLouie
- Jade Sky par Patrick Freivald
- Beautiful You par Chuck Palahniuk
- The Vines par Christopher Rice

#### 2015
Possession (A Head Full of Ghosts) par Paul G. Tremblay
- Les Évangiles écarlates (The Scarlet Gospels) par Clive Barker
- The Deep par Michaelbrent Collings
- The Cure par J. G. Faherty (en)
- Black Tide par Patrick Freivald

#### 2016
The Fisherman (The Fisherman) par John Langan (en)
- Hard Light par Elizabeth Hand
- Galeux (Mongrels) par Stephen Graham Jones
- Stranded par Bracken MacLeod
- Disappearance at Devil’s Rock par Paul G. Tremblay

#### 2017
Ararat par Christopher Golden
- Sleeping Beauties (Sleeping Beauties) par Stephen King et Owen King
- Black Mad Wheel par Josh Malerman (en)
- I Wish I Was Like You par S. P. Miskowski
- Ubo par Steve Rasnic Tem

#### 2018
La Cabane aux confins du monde (The Cabin at the End of the World) par Paul G. Tremblay
- Hurlements (The Hunger) par Alma Katsu (en)
- Glimpse par Jonathan Maberry
- Unbury Carol par Josh Malerman (en)
- Dracul par Dacre Stoker et J. D. Barker

#### 2019
Coyote Rage par Owl Goingback
- Inspection (Inspection) par Josh Malerman (en)
- The Worst is Yet to Come par S. P. Miskowski
- Into the Ashes par Lee Murray
- Les Somnambules (Wanderers) par Chuck Wendig

### Années 2020
| Sommaire : | - Haut - 2020 - 2021 - 2022 - 2023 - 2024 |

#### 2020
Un bon indien est un indien mort (The Only Good Indians) par Stephen Graham Jones
- The Deep par Alma Katsu (en)
- Devil’s Creek par Todd Keisling
- Malorie (Malorie) par Josh Malerman (en)
- Mexican Gothic (Mexican Gothic) par Silvia Moreno-Garcia

#### 2021
Mon cœur est une tronçonneuse (My Heart Is a Chainsaw) par Stephen Graham Jones
- The Queen of the Cicadas par V. Castro
- The Final Girl Support Group par Grady Hendrix (en)
- Children of Chicago par Cynthia Pelayo
- The Book of Accidents par Chuck Wendig

#### 2022
The Devil Takes You Home par Gabino Iglesias
- The Fervor par Alma Katsu (en)
- Reluctant Immortals par Gwendolyn Kiste (en)
- Daphne par Josh Malerman (en)
- Sundial (Sundial) par Catriona Ward (en)

#### 2023
The Reformatory par Tananarive Due
- How to Sell a Haunted House par Grady Hendrix (en)
- N'aie pas peur du faucheur (Don’t Fear the Reaper) par Stephen Graham Jones
- Les Esseulées (Lone Women) par Victor LaValle
- Camp Damascus par Chuck Tingle
- Black River Orchard par Chuck Wendig

#### 2024
The Haunting of Velkwood par Gwendolyn Kiste (en)
- House of Bone and Rain par Gabino Iglesias
- I Was a Teenage Slasher par Stephen Graham Jones
- Incidents Around the House par Josh Malerman (en)
- Horror Movie par Paul Tremblay